# David Grondin
David Grondin (Juvisy-sur-Orge, 1980. május 8. –) francia labdarúgó, hátvéd.

## Pályafutása
Grondin a francia Saint-Étienne akadémiáján nevelkedett. 1998-ban leigazolta őt az angol élvonalbeli Arsenal csapata. A londoni klub színeiben egy Bajnokok Ligája, két ligakupa és egy Liverpool elleni Premier League-mérkőzésen lépett pályára; többnyire kölcsönben futballozott, megfordult a  Saint-Étienne, a Cannes és a belga Beveren csapatainál. 2003-ban a skót Dunfermline igazolta le. 2005 és 2008 között a belga élvonabeli Mouscron csapatában hetvennyolc bajnoki mérkőzésen lépett pályára. 2007-ben a magyar élvonalbeli Zalaegerszeg csapata szerette volna leigazolni Grondint, végül azonban az üzlet nem ment végbe. 2010-es visszavonulásáig futballozott még a Mechelenben, a Monsban és az RWDM Brusselsben is.